# Meilleure joueuse des Finales WNBA
Le trophée de Meilleure joueuse des Finales WNBA (titre officiel : Women’s National Basketball Association Finals Most Valuable Player Award) est une récompense annuelle de la ligue féminine de basket-ball de la Women's National Basketball Association (WNBA).
Il est décerné annuellement depuis la saison inaugurale de la WNBA en 1997.

## Points remarquables
Durant les quatre premières saisons de la ligue, remportées par les Comets de Houston, Cynthia Cooper remporte à chaque fois le titre. À la suite de cette dynastie, les Sparks de Los Angeles réalisent un doublé et Lisa Leslie remporte les deux fois le trophée.
Depuis, bien que le Shock de Détroit et le Lynx du Minnesota remportent plusieurs fois le championnat, des joueuses différentes remportent chaque année le trophée des MVP des Finales, jusqu'au titre du Mercury de Phoenix en 2014 qui récompense pour la seconde, après 2009, Diana Taurasi.
En 2014, Diana Taurasi est titrée pour la seconde fois, puis Sylvia Fowles lui succède. En 2016, c'est la joueuse des Sparks de Los Angeles Candace Parker qui s'impose bien qu'elle n'ait pas été retenue quelques mois plus tôt dans l'équipe olympique américaine.
En 2017, Sylvia Fowles est élue MVP des finales pour la deuxième fois et devient la cinquième joueuse de l'histoire de la WNBA à remporter le titre de MVP de la saison régulière et des finales ainsi que le championnat avec Cynthia Cooper (1997, 1998), Lisa Leslie (2001), Diana Taurasi (2009) et Lauren Jackson (2010).
La récipiendaire la plus récente est Breanna Stewart, qui a remporté son deuxième prix en 2020.
Avec l'Australienne Lauren Jackson en 2010, la Belge Emma Meesseman est en 2019 la seule joueuse étrangère à remporter cette récompense.

## Palmarès

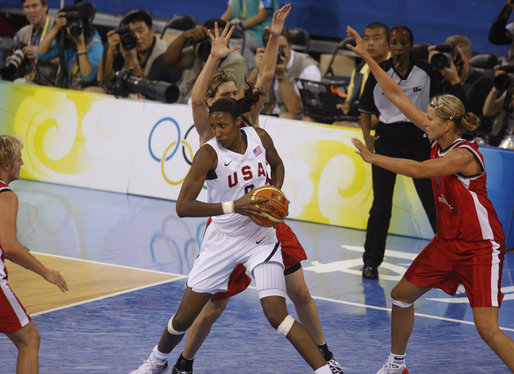
Lisa Leslie, double MVP des Finales.

|             | Joueuse étant toujours en activité à la WNBA.                                        |
|             | Introduit aux Basketball Hall of Fame.                                               |
|             | Introduit aux Women's Basketball Hall of Fame                                        |
| Joueuse (X) | Indique le nombre de fois où la joueuse avait été nommé MVP à ce moment-là.          |
| Équipe (X)  | Indique le nombre de fois qu'une joueuse de cette équipe avait gagné à ce moment-là. |

| Saison | Joueur             | Position      | Nationalité          | Équipe                 |
| ------ | ------------------ | ------------- | -------------------- | ---------------------- |
| 1997   | Cynthia Cooper     | Arrière       | Américaine           | Comets de Houston      |
| 1998   | Cynthia Cooper (2) | Arrière       | Américaine           | Comets de Houston      |
| 1999   | Cynthia Cooper (3) | Arrière       | Américaine           | Comets de Houston      |
| 2000   | Cynthia Cooper (4) | Arrière       | Américaine           | Comets de Houston      |
| 2001   | Lisa Leslie        | Pivot         | Américaine           | Sparks de Los Angeles  |
| 2002   | Lisa Leslie (2)    | Pivot         | Américaine           | Sparks de Los Angeles  |
| 2003   | Ruth Riley         | Pivot         | Américaine           | Shock de Détroit       |
| 2004   | Betty Lennox       | Arrière       | Américaine           | Storm de Seattle       |
| 2005   | Yolanda Griffith   | Arrière       | Américaine           | Monarchs de Sacramento |
| 2006   | Deanna Nolan       | Arrière       | Américaine           | Shock de Détroit       |
| 2007   | Cappie Pondexter   | Arrière       | Américaine           | Mercury de Phoenix     |
| 2008   | Katie Smith        | Arrière       | Américaine           | Shock de Détroit       |
| 2009   | Diana Taurasi      | Arrière       | Américaine           | Mercury de Phoenix     |
| 2010   | Lauren Jackson     | Ailière forte | Australienne         | Storm de Seattle       |
| 2011   | Seimone Augustus   | Arrière       | Américaine           | Lynx du Minnesota      |
| 2012   | Tamika Catchings   | Ailière       | Américaine           | Fever de l'Indiana     |
| 2013   | Maya Moore         | Ailière       | Américaine           | Lynx du Minnesota      |
| 2014   | Diana Taurasi (2)  | Arrière       | Américaine           | Mercury de Phoenix     |
| 2015   | Sylvia Fowles      | Pivot         | Américaine           | Lynx du Minnesota      |
| 2016   | Candace Parker     | Pivot         | Américaine           | Sparks de Los Angeles  |
| 2017   | Sylvia Fowles (2)  | Ailière       | Américaine           | Lynx du Minnesota      |
| 2018   | Breanna Stewart    | Ailière       | Américaine           | Storm de Seattle       |
| 2019   | Emma Meesseman     | Pivot         | Belge                | Mystics de Washington  |
| 2020   | Breanna Stewart    | Ailière       | Américaine           | Storm de Seattle       |
| 2021   | Kahleah Copper     | Arrière       | Américaine           | Sky de Chicago         |
| 2022   | Chelsea Gray       | Arrière       | Américaine           | Aces de Las Vegas      |
| 2023   | A'ja Wilson        | Ailière       | Américaine           | Aces de Las Vegas      |
| 2024   | Jonquel Jones      | Pivot         | Bahaméenne Bosnienne | Liberty de New York    |